# NGC 7290
NGC 7290 é uma galáxia espiral (Sbc) localizada na direcção da constelação de Pegasus. Possui uma declinação de +17° 08' 52" e uma ascensão recta de 22 horas, 28 minutos e 26,5 segundos.
A galáxia NGC 7290 foi descoberta em 7 de Agosto de 1864 por Albert Marth.